# Anita Gillette
Anita Gillette nata Luebben (Baltimora, 16 agosto 1936) è un'attrice statunitense.

## Biografia
Anette Luebben nacque a Baltimora, Maryland, da Juanita Wayland e John Alfred Luebben. Cresciuta in un sobborgo di Rossville, sempre nel Maryland, si diplomò alla Kenwood High School.
Studiò al "Peabody Conservatory" e successivamente fece il suo debutto a Broadway nel musical Gypsy: A Musical Fable nel 1959, seguito da Carnival!, All American, Mr. President, Kelly, Jimmy, Guys and Dolls, Don't Drink the Water, Cabaret, They're Playing Our Song, Brighton Beach Memoirs, e Chapter Two, per il quale ottenne una candidatura al Tony Award alla miglior attrice protagonista in un'opera teatrale.
L'attrice cominciò poi a lavorare in televisione, apparendo in The Ed Sullivan Show nel 1963. Si aggiunse al cast di Ai confini della notte nel 1967. Recitò poi in What's My Line?, Match Game, e partecipò al gioco televisivo Pyramid.
Negli anni '70 recitò in Bob & Carol & Ted & Alice con Robert Urich e Jodie Foster.
Negli anni '80 partecipò all'ultima stagione di Quincy, e ottenne un ruolo in Aspettando il domani.
Recitò anche in diversi film come Stregata dalla luna (1987), A proposito di donne (1995),  Shall We Dance? (2004), e altri ancora.
Ha recitato nelle serie TV 30 Rock, Law & Order - Unità vittime speciali e in CSI - Scena del crimine dal 2005 al 2012.

## Filmografia

### Cinema
- Stregata dalla luna (Moonstruck), regia di Norman Jewison (1987)
- Bob Roberts, regia di Tim Robbins (1992)
- A proposito di donne (Boys on the Side), regia di Herbert Ross (1995)
- Per amore di Vera (Larger Than Life), regia di Howard Franklyn (1996)
- Il senso dell'amore (She's the One), regia di Edward Burns (1996)
- Il guru (The Guru), regia di Daisy von Scherler Mayer (2002)
- Shall We Dance?, regia di Peter Chelsom (2004)
- The Last Adam, regia di Edford Banuel Jr. (2006)
- She & He, regia di Greg Bourbeau (2007)

### Televisione
- Io e la scimmia (Me and the Chimp) – serie TV, 13 episodi (1972)
- Terrore a Lakewood (It Happened at Lakewood Manor), regia di Robert Scheerer  (1977) - film TV
- Quincy (Quincy, M.E.) - serie TV, 17 episodi (1979-1983)
- Quasi adulti (Almost Grown) – serie TV, 13 episodi (1988-1989)
- Sex and the City – serie TV, episodio 3x15 (2000)
- CSI - Scena del crimine (CSI: Crime Scene Investigation) – serie TV, 4 episodi (2005-2012)

## Doppiatrici italiane
Nelle versioni in italiano delle opere in cui ha recitato, Anita Gillette è stata doppiata da:
- Lorenza Biella in CSI - Scena del crimine, Blue Bloods
- Maria Teresa Letizia in Quincy
- Gabriella Genta in A proposito di donne
- Angiolina Quinterno in Shall We Dance?
- Vittoria Febbi in Cold Case - Delitti irrisolti
- Melina Martello in Elementary